# NOW Magazine
NOW Magazine, znany też jako NOW (wersja papierowa) oraz now. lub Now Toronto (wersja online) – kanadyjski tygodnik z siedzibą w Toronto, poświęcony wydarzeniom, kulturze, sztuce i rozrywce. Założony w 1981, wydawany do 2022 roku. Funkcjonuje nadal jako strona internetowa, nowtoronto.com. Należy do spółki GMI Publications Inc. (marzec 2024). Redaktorem naczelnym jest Kerissa Wilson.  

## Historia i profil
NOW Magazine został założony w 1981 roku przez Michaela Holletta i Alice Klein jako bezpłatny, alternatywny tygodnik rozprowadzany w całym Toronto. Pierwszy numer ukazał się 10 września tego samego roku. Poruszał taką tematykę jak: muzyka, wiadomości, filmy, książki, sztuka, Toronto, telewizja, kultura, wydarzenia, rozrywka, teatr i kino. Przez pierwsze lata zmagał się z problemami finansowymi notując pierwszy sukces dopiero w 1986 roku. Był własnością prywatną obojga założycieli do 2016 roku, kiedy to Hollett postanowił sprzedać swoją część własności w całości Klein, by skoncentrować się na swoim festiwalu, North by Northeast.
W kolejnych latach NOW Magazine zaczął przeżywać, podobnie jak prasa drukowana na całym świecie, kłopoty. Tygodniowa liczba jego stron spadła do średnio 48, podczas gdy w latach poprzednich zazwyczaj przekraczała 100. Jednocześnie wątpliwe okazały się niektóre posunięcia redakcji, takie jak poświęcenie całej sekcji żywnościowej jednego z numerów 2017 roku na promowanie programu członkostwa w restauracji NOW Access. W listopadzie tego samego roku Alice Klein osobiście opublikowała apel do czytelników o pomoc w subsydiowaniu działalności NOW Magazine. To posunięcie postawiło tygodnik obok tak znanych wydawnictw jak The Guardian i The New York Times, które również intensywnie szukały wsparcia czytelników, ponieważ ich przychody z reklam spadły, a one same przeniosły się do Internetu. Również redakcja NOW Magazine w celu poprawienia dochodowości opracowała nowy pakiet produktów cyfrowych dla swoich reklamodawców.
W grudniu 2019 roku NOW Magazine został kupiony przez startup Media Central Corp Inc. (również z siedzibą w Toronto) za około 2 miliony dolarów. Wersja drukowana miała wówczas 500 000 czytelników tygodniowo, natomiast strona internetowa notowała ponad 729 000 unikalnych wizyt miesięcznie. Alice Klein została głównym strategiem redakcyjnym, aby zapewnić – zgodnie z oświadczeniem dyrektora Media central, Brian Kalisha – niezależność i własny głos NOW.
10 marca 2022 roku pełniący obowiązki redaktora magazynu ogłosił na Twitterze, że NOW drastycznie ograniczy swoją ofertę drukowaną i będzie wychodził tylko raz w miesiącu. W kwietniu wydawca złożył wniosek o ogłoszenie upadłości z powodu niemożności pokrycia zobowiązań. Przyszłość NOW Magazine stała się niepewna. Od ostatniego wydania publikacji w sierpniu pracownicy pozostawali bez wynagrodzenia przez ponad 21 tygodni.
W styczniu 2023 roku Gonez Media (GMI), startup z branży mediów cyfrowych, kierowany przez byłego dziennikarza CTV i CP24 Brandona Goneza, ogłosił przejęcie NOW Magazine. Począwszy od 17 stycznia, publikacja zostanie wznowiona jako NOW wyłącznie w formacie cyfrowym na stronie nowtoronto.com. Ogłoszenie to spotkało się z zaskoczeniem i krytyką zarówno ze strony byłych pracowników, którzy wciąż oczekiwali na swoje zaległe wynagrodzenia, jak i dotychczasowych czytelników drukowanej publikacji. Wypowiadając się na temat przyszłości NOW Magazine nowy wydawca obiecał wnieść ożywioną wizję, ponownie skupiając się na sztuce, muzyce i rozrywce:  „Chcemy nadać świeże, nowoczesne spojrzenie ważnej publikacji miejskiej, którą wszyscy znamy i kochamy”.  
W marcu 2024 roku NOW Magazine został wymieniony na 4. miejscu listy 35 czołowych  kanadyjskich magazynów i publikacji z adnotacją: „Najlepsze źródło alternatywnych wiadomości, rozrywki, wydarzeń i jedzenia w Toronto”.

## Readers’ Choice Awards
W 1995 roku redakcja NOW Magazine rozpoczęła przyznawanie corocznych nagród czytelników, Readers’ Choice Awards, wyróżniając w ten sposób najlepsze firmy i osoby w Toronto. Proces głosowania stanowi nie tylko ekspozycję dla zwycięzców i zdobywców drugiego miejsca, ale czas nominacji i głosowania zapewnia wszystkim lokalnym osobistościom, miejscom i firmom większą rozpoznawalność wśród czytelników NOW w wersji drukowanej i online. W 2020 roku NOW dodało nowe kategorie, aby odzwierciedlić sposób, w jaki życie zmieniło się podczas pandemii COVID-19, w tym: Best Drive-In Venue, Best Virtual Fitness Instructor, Best Online Party Series and Best Face Mask Designer.

## Przesłanie
Wizją Toronto.now jest – według własnej deklaracji – „ponowne zdefiniowanie, czym są wiadomości i jak ludzie wchodzą z nimi w interakcję. Teraz Toronto to cyfrowa, postępowa platforma alternatywna publikująca codzienne wiadomości lokalne, których tematyka interesuje milenialsów i odbiorców pokolenia Z”. 